# Saut à la perche féminin aux championnats du monde d'athlétisme en salle 2024
Pour un article plus général, voir Championnats du monde d'athlétisme en salle 2024.
Navigation
2022 2025
L'épreuve du saut à la perche féminin des championnats du monde en salle de 2024 se déroule le 2 mars 2024 dans la Emirates Arena de Glasgow, au Royaume-Uni. Le concours se dispute sous la forme d'une finale directe.

## Résultats

### Finale
| Rang               | Athlète             | Pays             | 4.40 | 4.55 | 4.65 | 4.75 | 4.80 | 4.85 | 4.90 | Résultat | Notes |
| ------------------ | ------------------- | ---------------- | ---- | ---- | ---- | ---- | ---- | ---- | ---- | -------- | ----- |
| Médaille d'or      | Molly Caudery       | Grande-Bretagne  | –    | o    | o    | xo   | xo   | xxx  |      | 4.80     |       |
| Médaille d'argent  | Eliza McCartney     | Nouvelle-Zélande | –    | o    | xo   | o    | xxo  | x–   | xx   | 4.80     |       |
| Médaille de bronze | Katie Moon          | États-Unis       | –    | o    | –    | xo   | xxx  |      |      | 4.75     |       |
| 4                  | Angelica Moser      | Suisse           | o    | xo   | o    | xxo  | xxx  |      |      | 4.75     | PB    |
| 5                  | Sandi Morris        | États-Unis       | –    | o    | o    | xxx  |      |      |      | 4.65     |       |
| 6                  | Amálie Švábíková    | Tchéquie         | o    | o    | xxo  | xxx  |      |      |      | 4.65     | SB    |
| 7                  | Ekateríni Stefanídi | Grèce            | o    | o    | xxx  |      |      |      |      | 4.55     |       |
| 8                  | Margot Chevrier     | France           | –    | xxo  | xr   |      |      |      |      | 4.55     |       |
| 9                  | Wilma Murto         | Finlande         | –    | xxo  | r    |      |      |      |      | 4.55     |       |
| 10                 | Roberta Bruni       | Italie           | xo   | xxx  |      |      |      |      |      | 4.40     |       |
| 11                 | Li Ling             | Chine            | o    | xxx  |      |      |      |      |      | 4.40     |       |
|                    | Alysha Newman       | Canada           |      |      |      |      |      |      |      | DNS      |       |

## Légende
Records et Performances
- AR : Record continental (area record)
- CR : Record des championnats (championship record)
- MR : Record du meeting (meet record)
- NR : Record national (national record)
- OR : Record olympique (olympic record)
- PR : Record paralympique (paralympic record)
- PB : Record personnel (personal best)
- SB : Meilleure performance personnelle de la saison (season's best)
- WL : Meilleure performance mondiale de l'année (world leader)
- WJR : Record du monde junior (world junior record)
- WR : Record du monde (world record)

Circonstances et Conditions
- DNF : N'a pas terminé (did not finish)
- DNS : N'a pas pris le départ (did not start)
- DQ : Disqualification (disqualification)
- NM : Aucun essai valable enregistré (No Mark)
- Q : Qualifié « directement » au prochain tour (ou à la prochaine compétition), lors d'une compétition majeure, grâce au classement ou à la réalisation des minima (automatic qualifier)
- q : Qualifié au prochain tour (ou à la prochaine compétition), lors d'une compétition majeure, grâce au repêchage ou à la réalisation de l'une des meilleures performances parmi celles des « non qualifiés directement » (grâce au meilleur temps ou à la meilleure distance par exemple) (secondary qualifier)